# 加州異世界
《加州異世界》（英語：La Brea），美國科幻電視劇集，2021年9月28日在NBC首播。故事講述洛杉磯拉布雷亞瀝青坑及威尔希尔大道突然地陷，數以百計的民眾、他們的汽車及數幢樓房（包括彼得森汽車博物館）掉進沉洞之中。幸存者發覺自己身處原始及詭異的世界，需要合作才可以生存下去。主軸跟隨一個家庭（父母兒女），在他們失散之後團聚的經歷。

## 演員列表
- 娜塔莉·姿雅（英语：Natalie Zea） 飾演 Eve Harris，直升機母親。
- 約恩·麥肯 飾演 Gavin Harris，Eve Harris的丈夫、前軍事飛行員。
- 奇克·奧康克沃（英语：Chiké Okonkwo） 飾演 Ty Coleman，治療師、Eve Harris的朋友。

## 外部連結
- 互联网电影数据库（IMDb）上《加州異世界》的资料（英文）